# Vuelta a Murcia 2024
40. ročník jednodenního cyklistického závodu Vuelta a Murcia se konal 10. února 2024 ve španělském autonomním regionu Murcia. Vítězem se stal Australan Ben O'Connor z týmu Decathlon–AG2R La Mondiale. Na druhém a třetím místě se umístili Slovinec Jan Tratnik (Visma–Lease a Bike) a Belgičan Tim Wellens (UAE Team Emirates). Závod byl součástí UCI Europe Tour 2024 na úrovni 1.1.

## Týmy
Závodu se zúčastnilo 9 z 18 UCI WorldTeamů, 9 UCI ProTeamů a 1 UCI Continental tým. Každý tým přijel se sedmi závodníky kromě týmů Cofidis a Team TotalEnergies s šesti závodníky, na start se tak postavilo 131 jezdců. Do cíle v Murcii dojelo 69 z nich.
UCI WorldTeamy
- Bora–Hansgrohe
- Cofidis
- Decathlon–AG2R La Mondiale
- Groupama–FDJ
- Ineos Grenadiers
- Intermarché–Wanty
- Movistar Team
- UAE Team Emirates
- Visma–Lease a Bike

UCI ProTeamy
- Burgos BH
- Caja Rural–Seguros RGA
- Equipo Kern Pharma
- Euskaltel–Euskadi
- Lotto–Dstny
- Q36.5 Pro Cycling Team
- Team Flanders–Baloise
- Team TotalEnergies
- Tudor Pro Cycling Team

UCI Continental týmy
- Illes Balears Arabay Cycling

## Výsledky
| Pořadí | Jezdec                   | Tým                        | Čas        |
| ------ | ------------------------ | -------------------------- | ---------- |
| 1      | Ben O'Connor (AUS)       | Decathlon–AG2R La Mondiale | 4h 50' 59" |
| 2      | Jan Tratnik (SLO)        | Visma–Lease a Bike         | + 58"      |
| 3      | Tim Wellens (BEL)        | UAE Team Emirates          | + 59"      |
| 4      | Michał Kwiatkowski (POL) | Ineos Grenadiers           | + 1' 27"   |
| 5      | Valentin Madouas (FRA)   | Groupama–FDJ               | + 1' 45"   |
| 6      | Sergio Higuita (COL)     | Bora–Hansgrohe             | + 1' 45"   |
| 7      | Alessandro Covi (ITA)    | UAE Team Emirates          | + 1' 45"   |
| 8      | Steff Cras (BEL)         | Team TotalEnergies         | + 1' 45"   |
| 9      | Mick van Dijke (NED)     | Visma–Lease a Bike         | + 1' 45"   |
| 10     | Gianluca Brambilla (ITA) | Q36.5 Pro Cycling Team     | + 1' 45"   |